# Eubucco richardsoni
El cabezón pechiamarillo, barbudo golilimón, torito limón o capitán de pecho amarillo (Eubucco richardsoni) es una especie de ave piciforme en la familia Capitonidae que habita en Sudamérica. 

## Distribución y hábitat
Se encuentra en bosques húmedos de tierras bajas de la cuenca occidental del Amazonas en Colombia, Ecuador, Perú, Bolivia y Brasil. Por lo general es poco común.